# Sittichok Kannoo
Sittichok Kannoo (thailändisch สิทธิโชค กันหนู; * 9. August 1996 in Bangkok) ist ein thailändischer Fußballspieler.

## Karriere

### Verein
Thai Honda FC erlernte das Fußballspielen in der Schulmannschaft der Suankularb Wittayalai School sowie in der Jugendmannschaft vom Erstligisten Buriram United. Hier unterschrieb er 2015 auch seinen ersten Profivertrag. Einen Tag nach Vertragsunterschrift wurde er an den Surin City FC nach Surin ausgeliehen. Mit dem Club spielte er in der damaligen dritten Liga, der Regional League Division 2, in der North/East-Region. Die Saison 2017 wurde er an den ebenfalls in der ersten Liga spielenden Thai Honda Ladkrabang ausgeliehen. Mit dem Club belegte er am Ende der Saison den 16. Tabellenplatz und musste somit in die zweite Liga absteigen. 2018 ging er zum Erstligisten Bangkok United nach Bangkok. Für Bangkok absolvierte er 2018 fünf Erstligaspiele. Der Zweitligist Air Force Central lieh ihn die Saison 2019 aus. Im August 2020 wechselte er zum Ligakonkurrenten Ratchaburi Mitr Phol nach Ratchaburi. Nach vier Spielzeiten, in denen er 98 Ligaspiele bestritt, wechselte er im Juli 2024 zum ebenfalls in der ersten Liga spielenden Chiangrai United.

### Nationalmannschaft
Sittichok Kannoo spielte 2014 in den Juniorenmannschaften U-17 und U-19. Von 2017 bis 2018 spielte er achtmal in der U-23-Nationalmannschaft. Mit dem Team gewann er 2017 den Dubai Cup und wurde Meister der Südostasienspiele.

## Erfolge

### Verein
Buriram United
- Thailändischer Ligapokalsieger: 2015
- Toyota Premier Cup: 2016
- Kor Royal Cup: 2015

### Nationalmannschaft
Thailand U23
- Südostasienspiele: 2017
- Dubai Cup: 2017

## Sonstiges
Sittichok Kannoo ist der Bruder von Attaphon Kannoo.